# A Man's Country
A Man's Country è un film muto del 1919 diretto da Henry Kolker, un western ambientato in California all'epoca della corsa all'oro del '49.

## Produzione
Il film fu prodotto dalla Winsome Stars Corporation.

## Distribuzione
Distribuito dalla Robertson-Cole Distributing Corporation, il film uscì nelle sale statunitensi il 13 luglio 1919. In Finlandia, venne distribuito il 1º marzo 1920.